# Municipio de Grove (condado de Taylor)
El municipio de Grove (en inglés: Grove Township) es un municipio ubicado en el condado de Taylor en el estado estadounidense de Iowa. En el año 2020 tenía una población de 116 habitantes y una densidad poblacional de 1,25 personas por km².

## Geografía
El municipio de Grove se encuentra ubicado en las coordenadas 40°51′11″N 94°38′4″O / 40.85306, -94.63444. Según la Oficina del Censo de los Estados Unidos, el municipio tiene una superficie total de 92.92 km², de la cual 92,65 km² corresponden a tierra firme y (0,29 %) 0,27 km² es agua.

## Demografía
Según el censo de 2010, había 134 personas residiendo en el municipio de Grove. La densidad de población era de 1,44 hab./km². De los 134 habitantes, el municipio de Grove estaba compuesto por el 88,06 % blancos, el 0,75 % eran amerindios, el 2,24 % eran isleños del Pacífico, el 7,46 % eran de otras razas y el 1,49 % eran de una mezcla de razas. Del total de la población el 10,45 % eran hispanos o latinos de cualquier raza.